# Perry Henzell
Perry Henzell (7 de març de 1936 - 30 de novembre de 2006) va ser un director jamaicà. Va dirigir el primer llargmetratge jamaicà, The Harder They Come (1972), coescrit per Trevor D. Rhone i protagonitzat per Jimmy Cliff.
Els avantpassats de Henzell incloïen hugonots bufadors de vidre i una antiga família anglesa que havia fet fortuna cultivant canya de sucre a l'illa d'Antigua, va néixer a Annotto Bay, Saint Mary Parish, Jamaica, ai va créixer a la finca de canya de sucre de Caymanas, prop de Kingston. Va ser enviat a la Shrewsbury School al Regne Unit als 14 anys i més tard va assistir a la McGill University a Montreal, Canadà, el 1953 i el 1954. Aleshores va abandonar aquesta escola i va optar per fer autoestop arreu d'Europa. Finalment va aconseguir treballar com a tramoista per a la BBC television a Londres. Va tornar als anys 50 a Jamaica, on va dirigir anuncis durant alguns anys fins que va començar a treballar a The Harder They Come amb el coautor Trevor D. Rhone.
El 1965 Henzell es va casar amb Sally Densham.
Henzell també va rodar algunes imatges per al que estava previst com a la seva propera pel·lícula, No Place Like Home, després de Harder's el 1974, però es va trencar abans de poder acabar la pel·lícula. Fart d'això i de la manca de finançament per a una producció posterior, es va convertir en escriptor i va publicar la seva primera novel·la, Power Game, el 1982. Tots dos estaven pensats per completar una trilogia planificada de pel·lícules centrades en Ivanhoe Martin. Les imatges de No Place Like Home es van perdre. Anys més tard, es va trobar amb l'edició de cintes en un laboratori de Nova York. Només per tenir una sensació de finalització, va treballar en el projecte. Quan el va mostrar a uns quants amics, la seva resposta va ser entusiasta. Finalment va poder recuperar el metratge original.
Un resum de No Place Like Home, que inclou música de Bob Marley, Toots and the Maytals, The Three Degrees i Marcia Griffiths, va ser projectat per al públic a la 31a edició del Festival Internacional de Cinema de Toronto el setembre de 2006 al Cumberland Theatre; es va exhaurir. Els protagonistes de la pel·lícula Carl Bradshaw (The Harder They Come, Smile Orange, Countryman) i Susan O'Meara van assistir i van respondre les preguntes del públic amb Henzell després la projecció. La pel·lícula també es va projectar al Festival de Cinema de Flashpoint a principis de desembre de 2006 a Negril. El 2019 es va estrenar una versió totalment restaurada. El documental Perry Henzell: A Filmmaker’s Odyssey, dirigida per David Garonzik i Arthur Gorson, recorre el viatge per portar No Place Like Home a la gran pantalla.
Henzell havia continuat treballant després de ser diagnosticat l'any 2000 amb càncer. Va morir a causa d'això el 30 de novembre de 2006, als 70 anys, i li sobreviuen la seva vídua Sally i tres fills: Justine, Toni-Ann i Jason.